# Réselle
Die Rebsorte Réselle ist eine Weißweinsorte. Sie ist eine Neuzüchtung aus dem Jahr 1986 zwischen 'Seyval Blanc' × 'Bacchus' aus der Schweiz und stammt aus der gleichen Züchtungsreihe wie der 'Birstaler Muskat'. Züchter dieser Kreuzung ist Valentin Blattner aus Soyhières im Kanton Jura. Die Sorte zählt zu den pilzwiderstandsfähigen (PIWI) Sorten. Der Rebbestand in der Schweiz liegt bei 1 Hektar (Stand 2013, Quelle: Office fédéral de l'agriculture OFAG)
Namensgebend ist Réselle, ein Weiler der Gemeinde Soyhières.

## Sorteneigenschaften
Der Wuchs der Rebe von 'Réselle' ist kräftig und aufrecht. Die Trauben sind mittelgroß und lockerbeerig. Durch die Lockerbeerigkeit trocknen die Beeren schnell ab und sind weniger anfällig für Pilzerkrankungen. Farblich sind die Beeren gelbgrün und in der Form meist rund. Je nach Ausbau ergibt sie einen erfrischenden weißen Sommerwein mit feinem Grapefruit-, Zitronen und Schwarze Johannisbeergeschmack, die eine Verwandtschaft zum 'Müller-Thurgau' nicht leugnen. Der leichte Wein, der selten mehr als 10,5 Volumenprozent Alkohol aufweist, hat eine Lagerfähigkeit von zwei bis drei Jahren.
Die Reben haben eine sehr gute Toleranz gegen Echten und Falschen Mehltau und eine gute Frosthärte. Sie besitzt zwittrige Blüten und ist somit selbstfruchtend. Beim Weinbau wird dadurch der ökonomische Nachteil vermieden, keinen Ertrag liefernde, männliche Pflanzen anbauen zu müssen.